# ツール・ド・ポローニュ2010
ツール・ド・ポローニュ2010（Tour de Pologne 2010）は、ツール・ド・ポローニュの67回目のレース。2010年8月1日から7日まで行われた。

## 参加チーム
UCIプロチーム
| - Ag2r・ラ・モンディアル - アスタナ - ケス・デパーニュ - エウスカルテル・エウスカディ - フートン・セルベット・フジ - フランセーズ・デ・ジュー | - ガーミン・トランジションズ - ランプレ・ファルネーゼ - リクイガス・ドイモ - オメガファーマ・ロット - クイックステップ - ラボバンク | - チーム・スカイ - チーム・HTC - コロンビア - チーム・カチューシャ - チーム・ミルラム - チーム・レディオシャック - チーム・サクソバンク |

ワイルドカード招待チーム
- ポーランドナショナルチーム
- ヴァカンソレイル
- サーヴェロ・テストチーム
- BMC・レーシングチーム

## 日程

### 総合上位選手
| 区間 | 月日 | スタート － ゴール                                   | km    | 総合1位                | 時 間          | 総合2位              | 時間差 | 総合3位                  | 時間差 | 総合4位                      | 時間差 | 総合5位                  | 時間差 |
| ---- | ---- | ---------------------------------------------------- | ----- | ---------------------- | -------------- | -------------------- | ------ | ------------------------ | ------ | ---------------------------- | ------ | ------------------------ | ------ |
| 1    | 8/1  | ソハチェフ － ワルシャワ                             | 175.1 | ヤコポ・グアルニエリ   | 4時間05分22秒  | アイトール・ガルドス | +04秒  | ブワジェイ・ヤニアチィク | +04秒  | ミヒャエル・シェール         | +5秒   | ラスロ・ボロドギ         | +05秒  |
| 2    | 8/2  | ラヴァ・マゾヴィエツカ － ドンブローヴァ・グルニチャ | 240.0 | アラン・デイヴィス     | 10時間08分14秒 | ヤコポ・グアルニエリ | 同     | アンドレ・グライペル     | 同     | アイトール・ガルドス         | +04秒  | ブワジェイ・ヤニアチィク | 同     |
| 3    | 8/3  | ソスノヴィエツ － カトヴィツェ                       | 122.1 | アラン・デイヴィス     | 12時間53分14秒 | アンドレ・グライペル | +03秒  | ヤコポ・グアルニエリ     | +04秒  | ヤウヘン・フタロヴィチュ     | 同     | アイトール・ガルドス     | +08秒  |
| 4    | 8/4  | ティヒ － ツィエシィン                               | 177.9 | ミルコ・ロレンツェット | 17時間00分51秒 | グレガ・ボレ         | +07秒  | アレッサンドロ・バッラン | +08秒  | ジーモン・ゲシュケ           | +10秒  | ケニー・デ・ハース       | +14秒  |
| 5    | 8/5  | ヤストシェンビェ＝ズドルイ － ウストロニ             | 149.0 | ダニエル・マーティン   | 20時間52分11秒 | グレガ・ボレ         | +14秒  | アレッサンドロ・バッラン | +21秒  | スィルヴェステル・シュムィド | +26秒  | ミヒャエル・アルバジーニ | +28秒  |
| 6    | 8/6  | オシフィエンチム - ブコヴィナ・タトジャニスカ        | 228.5 | ダニエル・マーティン   | 26時間46分50秒 | グレガ・ボレ         | +08秒  | バウク・モレマ           | +10秒  | ミヒャエル・アルバジーニ     | +20秒  | アレッサンドロ・バッラン | +21秒  |
| 7    | 8/7  | ノヴィ・タルク － クラクフ                           | 163.9 | ダニエル・マーティン   | 30時間38分48秒 | グレガ・ボレ         | +08秒  | バウク・モレマ           | +10秒  | ミヒャエル・アルバジーニ     | +20秒  | アレッサンドロ・バッラン | +21秒  |

### 各区間上位選手
| 区間 | 月日 | スタート － ゴール                                   | km    | 区間1位                  | 時 間         | 区間2位                        | 時間差 | 区間3位                      | 時間差 | 区間4位                      | 時間差 | 区間5位                | 時間差 |
| ---- | ---- | ---------------------------------------------------- | ----- | ------------------------ | ------------- | ------------------------------ | ------ | ---------------------------- | ------ | ---------------------------- | ------ | ---------------------- | ------ |
| 1    | 8/1  | ソハチェフ － ワルシャワ                             | 175.1 | ヤコポ・グアルニエリ     | 4時間05分32秒 | アイトール・ガルドス           | 同     | アラン・デイヴィス           | 同     | セバスティアン・シャヴァネル | 同     | ヤロスラフ・マリチュ   | 同     |
| 2    | 8/2  | ラヴァ・マゾヴィエツカ － ドンブローヴァ・グルニチャ | 240.0 | アンドレ・グライペル     | 6時間02分52秒 | アラン・デイヴィス             | 同     | ワウテル・ウェイラント       | 同     | クリス・サットン             | 同     | ボルト・ボジチュ       | 同     |
| 3    | 8/3  | ソスノヴィエツ － カトヴィツェ                       | 122.1 | ヤウヘン・フタロヴィチュ | 2時間45分04秒 | ルカス・セバスティアン・アエド | 同     | アラン・デイヴィス           | 同     | トム・フェーレルス           | 同     | ケニー・デ・ハース     | 同     |
| 4    | 8/4  | ティヒ － ツィエシィン                               | 177.9 | ミルコ・ロレンツェット   | 4時間07分36秒 | グレガ・ボレ                   | 同     | アレッサンドロ・バッラン     | 同     | ジーモン・ゲシュケ           | 同     | セルゲイ・ラグティン   | +02秒  |
| 5    | 8/5  | ヤストシェンビェ＝ズドルイ － ウストロニ             | 149.0 | ダニエル・マーティン     | 3時間51分13秒 | グレガ・ボレ                   | +20秒  | スィルヴェステル・シュムィド | 同     | マウロ・サンタンブロージョ   | 同     | ディエゴ・ウリッシ     | 同     |
| 6    | 8/6  | オシフィエンチム - ブコヴィナ・タトジャニスカ        | 228.5 | バウク・モレマ           | 5時間54分30秒 | ミヒャエル・アルバジーニ       | +07秒  | グレガ・ボレ                 | 同     | マウロ・サンタンブロージョ   | 同     | ティアゴ・マシャド     | +09秒  |
| 7    | 8/7  | ノヴィ・タルク － クラクフ                           | 163.9 | アンドレ・グライペル     | 3時間51分58秒 | ヤウヘン・フタロヴィチュ       | 同     | ローベルト・フェルスター     | 同     | ダニエーレ・ベンナーティ     | 同     | ワウテル・ウェイラント | 同     |

## 別府史之が出場
チーム・レディオシャックの別府史之が出場。
- 第1ステージ - 区間13位（1位選手と同タイム）、総合17位（+10秒）
- 第2ステージ - 区間20位（1位選手と同タイム）、総合17位（+10秒）
- 第3ステージ - 区間15位（1位選手と同タイム）、総合25位（+14秒）
- 第4ステージ - 区間46位（+04秒）、総合14位（+17秒）
- 第5ステージ - 区間69位（+5分55秒）、総合62位（+6分05秒）
- 第6ステージ - 区間62位（+9分12秒）、総合53位（+15分08秒）
- 第7ステージ - 区間23位（1位選手と同タイム）、総合47位（+15分08秒）

## 最終成績

### 個人総合成績
| 順位 | 選手名                       | 国籍           | チーム                     | 時間           |
| ---- | ---------------------------- | -------------- | -------------------------- | -------------- |
| 1    | ダニエル・マーティン         | アイルランド   | ガーミン・トランジションズ | 30時間38分48秒 |
| 2    | グレガ・ボレ                 | スロベニア     | ランプレ・ファルネーゼ     | +08秒          |
| 3    | バウク・モレマ               | オランダ       | ラボバンク                 | +10秒          |
| 4    | ミヒャエル・アルバジーニ     | スイス         | チーム・HTC - コロンビア   | +20秒          |
| 5    | アレッサンドロ・バッラン     | イタリア       | BMC・レーシングチーム      | +21秒          |
| 6    | スィルヴェステル・シュムィド | ポーランド     | リクイガス・ドイモ         | +26秒          |
| 7    | マレク・ルトキエヴィチュ     | ポーランド     | ポーランドナショナルチーム | +30秒          |
| 8    | ディエゴ・ウリッシ           | イタリア       | ランプレ・ファルネーゼ     | 同             |
| 9    | トム・ダニエルソン           | アメリカ合衆国 | チーム・レディオシャック   | +33秒          |
| 10   | ティアゴ・マシャド           | ポルトガル     | チーム・レディオシャック   | +41秒          |
| 47   | 別府史之                     | 日本           | チーム・レディオシャック   | +15分08秒      |

### 山岳賞
| 順位 | 選手名                   | 国籍       | チーム                     | ポイント |
| ---- | ------------------------ | ---------- | -------------------------- | -------- |
| 1    | ジョニー・ホーヘルラント | オランダ   | ヴァカンソレイル           | 88       |
| 2    | ボルト・ボジチュ         | スロベニア | ヴァカンソレイル           | 32       |
| 3    | マレク・ルトキエヴィチュ | ポーランド | ポーランドナショナルチーム | 28       |

### ポイント賞
| 順位 | 選手名                 | 国籍           | チーム                   | ポイント |
| ---- | ---------------------- | -------------- | ------------------------ | -------- |
| 1    | アラン・デイヴィス     | オーストラリア | アスタナ                 | 67       |
| 2    | ワウテル・ウェイラント | ベルギー       | クイックステップ         | 61       |
| 3    | グレガ・ボレ           | スロベニア     | ランプレ・ファルネーゼ   | 56       |
| 36   | 別府史之               | 日本           | チーム・レディオシャック | 15       |

### スプリント賞
| 順位 | 選手名                   | 国籍       | チーム                     | ポイント |
| ---- | ------------------------ | ---------- | -------------------------- | -------- |
| 1    | ジョニー・ホーヘルラント | オランダ   | ヴァカンソレイル           | 11       |
| 2    | マルツィン・サパ         | ポーランド | ランプレ・ファルネーゼ     | 7        |
| 3    | ブラゼイ・ヤニアチィク   | ポーランド | ポーランドナショナルチーム | 6        |